# Arasikere (Rural), Arsikere
Arasikere (Rural) là một làng thuộc tehsil Arsikere, huyện Hassan, bang Karnataka, Ấn Độ.